# Maurice Wignall
Maurice Wignall (ur. 17 kwietnia 1976 w Saint Andrew) – jamajski lekkoatleta, płotkarz.

## Osiągnięcia
- brąz igrzysk wspólnoty narodów (bieg na 110 m przez płotki, Manchester 2002)
- brąz halowych mistrzostw świata (bieg na 60 m przez płotki, Budapeszt 2004)
- 4. miejsce podczas igrzysk olimpijskich (bieg na 110 m przez płotki, Ateny 2004)
- 2. lokata w światowym finale IAAF (bieg na 110 m przez płotki, Monako 2004)
- 7. miejsce na mistrzostwach świata (bieg na 110 m przez płotki, Helsinki 2005)
- złoto igrzysk wspólnoty narodów (bieg na 110 m przez płotki, Melbourne 2006)
- 8. lokata podczas mistrzostw świata (bieg na 110 m przez płotki, Osaka 2007)
- 6. miejsce na igrzyskach olimpijskich (bieg na 110 m przez płotki, Pekin 2008)
- 6. miejsce podczas halowych mistrzostw świata (bieg na 60 m przez płotki, Doha 2010)

## Rekordy życiowe
- bieg na 110 metrów przez płotki – 13,17 (2004)
- bieg na 60 metrów przez płotki (hala) – 7,48 (2004) były rekord Jamajki
- skok w dal – 8,09 (1997)